# Каппа-частица

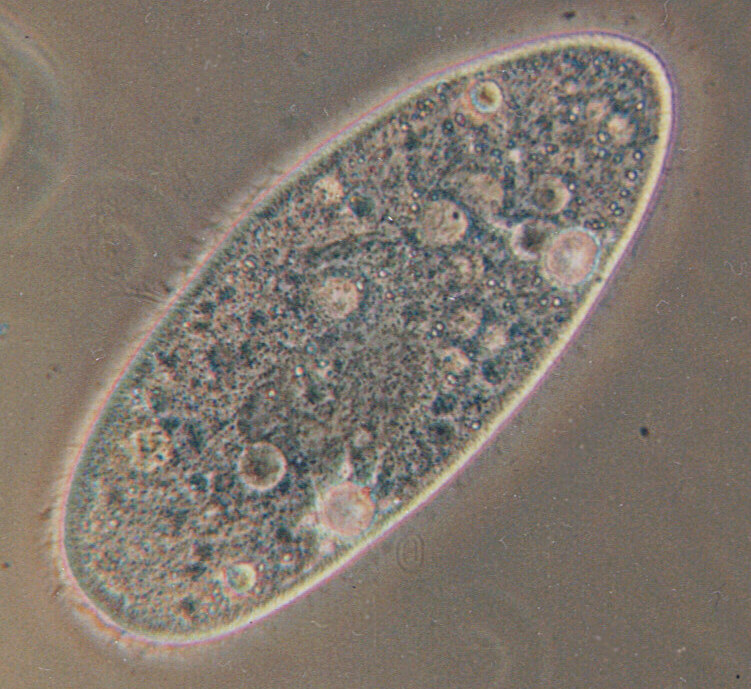
Paramecium aurelia

Ка́ппа-части́цы — цитоплазматические бактериальные эндосимбионты, обитающие в некоторых штаммах инфузорий Paramecium и способные передаваться по наследству от материнской клетки к дочерним.
Инфузории, заражённые каппа-частицами, принадлежат к особым "киллерным штаммам" (линиям-убийцам). Например, у Paramecium aurelia существуют линии-убийцы, вызывающие гибель представителей других штаммов того же вида. В цитоплазме парамеций-убийц содержатся каппа-частицы — бактерии Caedibacter (их можно культивировать и на искусственных средах, вне клеток инфузорий). Обычно каппа-частицы не передаются при конъюгации, так как при этом происходит обмен ядрами, а не цитоплазмой. Однако при задержке конъюгации, когда может передаваться и цитоплазма, каппа-частицы могут переходить в чувствительных партнёров. При этом "зараженные" инфузории сами становятся "убийцами". Было установлено, что сохранение каппа-частиц в цитоплазме зависит от доминантного состояния трёх ядерных генов. Каппа-частицы выделяются в среду киллерными штаммами и при поглощении чувствительными инфузориями вызывают их гибель.
Каппа-частицы положительно окрашиваются по Фёльгену, также окрашиваются по Романовскому — Гимзе после кислотного гидролиза. Длина частиц составляет 0,2—0,5 мкм.
О природе каппа-частиц велось много споров. По размеру, форме, способу размножения (делением), отсутствию ядра они схожи с бактериями. Однако они не имеют клеточной стенки и некоторых ферментов. От вирусов они отличаются прежде всего более крупными размерами. Долгое время их считали особыми органеллами — плазмогенами и даже нуклеопротеидами. В настоящее время доказано, что каппа-частицы — эндосимбиотические бактерии  рода Caedibacter.

## Виды каппа-частиц
Существует два вида каппа-частиц: содержащие преломляющие тельца (R-тела) и выглядящие из-за этого светлыми ("блестящими") B-частицы и темные, не имеющие этих телец N-частицы. При конъюгации с переходом цитоплазмы "заражают" и превращают партнёра в "убийцу" именно способные к делению N-частицы. Из них впоследствии образуются B-частицы.
Часть их киллерные штаммы выделяют во внешнюю среду, и их проглатывают чувствительные штаммы. B-частицы содержат белковые ленты - R-тела, которые, резко разворачиваясь, протыкают мембрану пищеварительной вакуоли жертвы и способствуют доставке в ее цитоплазму смертельного токсина.

## Наследование
Каппа-частицы дают иммунитет против угрозы со стороны других парамеций, а также преимущество в конкурентной борьбе за существование . Они генетически независимы и при делении инфузории распределяются по дочерним клеткам неравномерно, так что, если размножение хозяина опережает размножение каппа-частиц, часть потомков может лишиться симбионтов, не имея способности их восстановить, и утратить свойства "убийц". Присутствие у парамеции каппа-частиц определяется наследованием генов K и k. Гомозиготы КК содержат больше симбионтов, чем гетерозиготы Кk. Что же касается животных с генетической конституцией kk, то они вообще не содержат данных бактерий.
При конъюгации гомозиготных киллера и чувствительной инфузории без передачи цитоплазмы обе парамеции превращаются в гетерозигот, однако одно из животных по-прежнему остается чувствительным, так как не приобрело каппа-частиц. Таким образом, фенотип особи зависит не только от её генотипа, но и от наличия симбионта в цитоплазме.